# Zephyranthes dichromantha
Zephyranthes dichromantha är en amaryllisväxtart som beskrevs av Thaddeus Monroe Howard. Zephyranthes dichromantha ingår i släktet Zephyranthes och familjen amaryllisväxter. Inga underarter finns listade i Catalogue of Life.